# Sarvastivada
Sarvastivada var en tidig indisk inriktning av buddhismen som fick stort inflytande över senare inriktningar. Inriktningen hade mycket utförlig abhidharmalitteratur och en teori om att många ting existerade likväl i det förflutna, i nuet och i framtiden. De ansåg dock att dessa ting fortfarande var förgängliga. Denna teori mottog stark kritik från Nagarjuna, grundaren av den mahayanska filosofiska inriktningen madhyamaka. Sarvastivadas abhidharma inspirerade den mahayanska filosofiska inriktningen yogacara.
Sarvastivada tillkom som en utbrytarinriktning inom Sthaviranikaya. Det är oklart när inriktningen tillkom, men det var som senast under det första århundradet e.Kr. Inriktningen blev mycket populär, och spred sig till Kashmir, Gandhara och längs med silkesvägen.